# Битва під Хомільдон-Хіллом
55°33′32″ пн. ш. 2°03′07″ зх. д. / 55.559° пн. ш. 2.052° зх. д.
Битва під Хомільдон-Хіллом' (англ. Homildon (або Humbleton) Hill) (14 вересня 1402 року) — одна з битв англо-шотландських війн XIV—XVI століть, описана Шекспіром у п'єсі «Генріх IV».

## Військові дії перед боєм
Військові дії між Англією та Шотландією поновилися в 1400 році в умовах тимчасової слабкості королівської влади в обох державах і швидко трансформувалися в низку грабіжницьких рейдів південно-шотландських і північно-англійських баронів на територію противника. З шотландської сторони на чолі військових операцій стояв Арчибальд, граф Дуглас, з англійської — граф Нортумберленд і його син Генрі «Хотспур» Персі. У відповідь на розгром одного з шотландських загонів англійцями під Несбіт-Муром восени 1402 року велика шотландська армія на чолі з графом Дугласом вторглася в Нортумберленд. На зворотному шляху вона були атакована англійською армією Хотспера.

## Хід битви
14 вересня шотландські війська зайняли оборонні позиції на пагорбі Хомільдон-Хілл. Однак, град стріл валлійських лучників зруйнували їх побудову, а атака кавалерії швидко захлинулася. У результаті шотландці зазнали тяжкої поразки, а все шотландське лицарство (граф Дуглас, Мердок Стюарт, син герцога Олбані, Джордж Стюарт, граф Ангус, і інші) потрапили в англійський полон.